# Brücken-Hackpfüffel

Localización de Brücken-Hackpfüffel en el distrito de Mansfeld-Südharz.

Brücken-Hackpfüffel es un municipio en el distrito de Mansfeld-Südharz, en el estado de Sajonia-Anhalt, en Alemania. Fue formado el 1 de enero de 2009 por la fusión de los antiguos municipios de Brücken y Hackpfüffel.
Tiene una superficie de 16.6 km² y está a una altitud de 140 metros sobre el nivel del mar. Su población es de 1,133 habitantes (al 31 de diciembre de 2007), con una densidad de 68 habitantes /km². 